# Гаммонд (Міннесота)
Гаммонд (англ. Hammond) — місто (англ. city) в США, в окрузі Вобаша штату Міннесота. Населення — 130 осіб (2020).

## Географія
Гаммонд розташований за координатами 44°13′18″ пн. ш. 92°22′25″ зх. д. / 44.22167° пн. ш. 92.37361° зх. д. (44.221747, -92.373565).  За даними Бюро перепису населення США в 2010 році місто мало площу 0,30 км², з яких 0,27 км² — суходіл та 0,03 км² — водойми.

## Демографія
Згідно з переписом 2010 року, у місті мешкали 132 особи в 59 домогосподарствах у складі 34 родин. Густота населення становила 443 особи/км².  Було 65 помешкань (218/км²).
Расовий склад населення:
| - 97,0 % — білих - 3,0 % — осіб інших рас |

До двох чи більше рас належало 0,0 %. Частка іспаномовних становила 5,3 % від усіх жителів.
За віковим діапазоном населення розподілялося таким чином: 12,9 % — особи молодші 18 років, 78,8 % — особи у віці 18—64 років, 8,3 % — особи у віці 65 років та старші. Медіана віку мешканця становила 45,7 року. На 100 осіб жіночої статі у місті припадало 116,4 чоловіків;  на 100 жінок у віці від 18 років та старших — 121,2 чоловіків також старших 18 років.
Середній дохід на одне домашнє господарство  становив 46 057 доларів США (медіана — 46 719), а середній дохід на одну сім'ю — 50 863 долари (медіана — 49 167). За межею бідності перебувало 23,8 % осіб, у тому числі 6,7 % дітей у віці до 18 років та 10,0 % осіб у віці 65 років та старших.
Цивільне працевлаштоване населення становило 46 осіб. Основні галузі зайнятості: освіта, охорона здоров'я та соціальна допомога — 43,5 %, мистецтво, розваги та відпочинок — 13,0 %, виробництво — 8,7 %, фінанси, страхування та нерухомість — 8,7 %.